# Вулиця Арлет 388
«Вулиця Арлет 388» — фільм 2011 року.

## Зміст
Головними героями є юна пара. Вони випадково дізнаються шокуючу новину — хтось розставив камери по всьому їхньому будинку та цілодобово стежить за їхнім життям. Та неприємності починаються тільки в той момент, коли таємничий спостерігач розуміє, що його таємниця розкрита…